# Toyo Ito

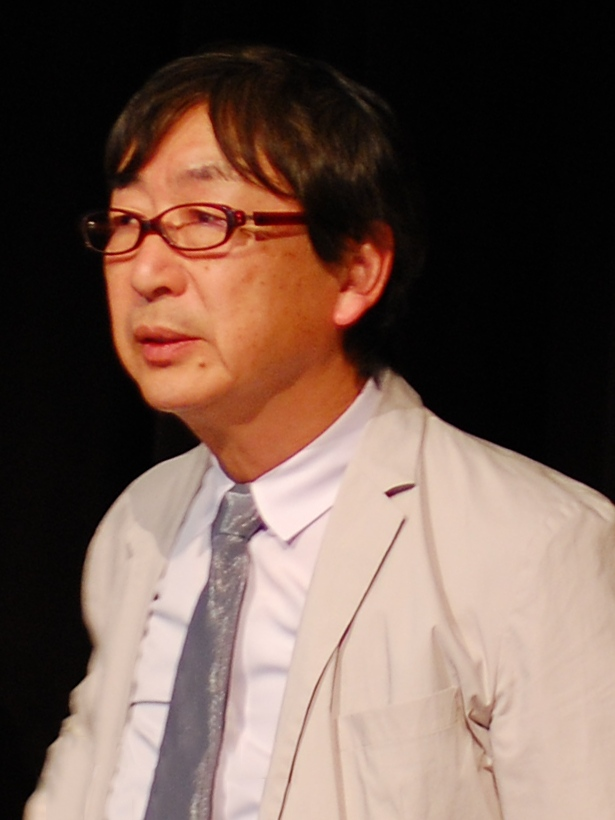
Toyo Ito (2009)

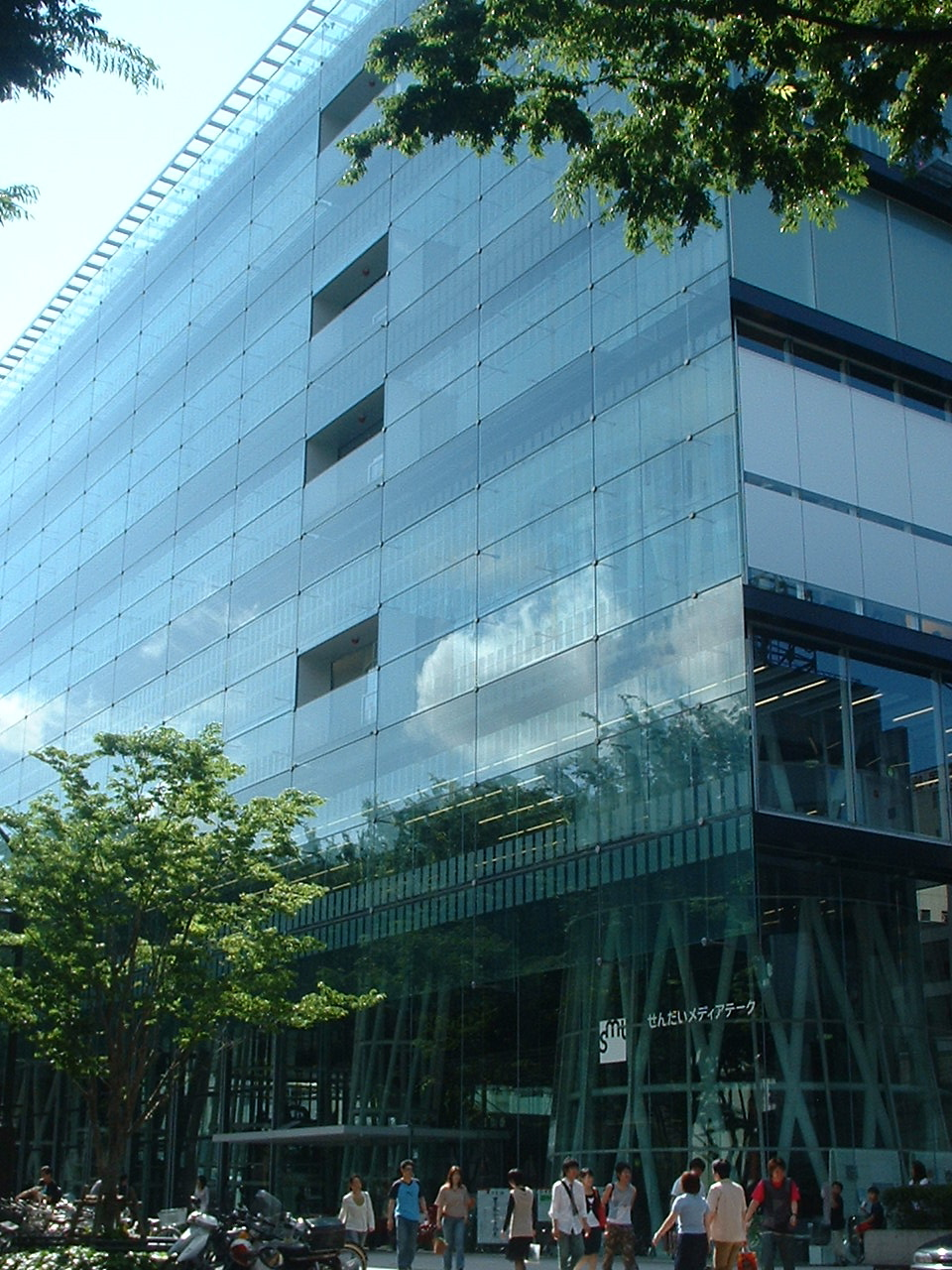
Sendai Mediatheque, Sendai, 2001

Toyo Ito (jap. 伊東 豊雄 Itō Toyoo; * 1. Juni 1941 in Keijō (heute Seoul), Korea) ist ein japanischer Architekt.

## Leben
Ito wurde im von Japan annektierten Korea geboren und schloss sein Studium der Architektur 1965 an der Universität Tokio ab. Er arbeitete zunächst von 1965 bis 1969 für das Architektenbüro „Kiyonori Kikutake Architect and Associate“ und gründete 1971 sein eigenes Büro unter dem Namen „Urban Robot“ in Tokio. Der Name wurde 1979 in „Toyo Ito & Associates, Architects“ geändert.
Zu Beginn seiner Karriere entwarf Ito zahlreiche Privathäuser. Ito machte sich aber bald einen Namen als konzeptioneller Architekt, der physische und virtuelle Welt ineinander verschmelzen lässt. Er spricht mit seinen Werken Fragen der zeitgenössischen Vorstellung eines „simulierten“ Ortes an. Mit dem Projekt Pao for the Tokyo Nomad Girl von 1985 entwarf Ito eine Vision des modernen, urbanen Nomaden, eingespannt in die japanische bubble economy. Tower of Winds in Yokohama von 1986 und Egg of winds von 1991 sind interaktive Grenzsteine im öffentlichen Raum, die eine kreative Auseinandersetzung mit den technischen Möglichkeiten der Zukunft leisten sollen.
Toyo Ito fördert in Japan junge, talentierte Architekten, beispielsweise Kazuyo Sejima.

## Kritische Visionen
Die Werke Itos sind durch den japanischen Philosophen Munesuke Mita und das Konzept des Nomaden von Gilles Deleuze beeinflusst.
Ito hat durch seine Projekte mit kleinen Häusern Architektur definiert als: „Kleid“ für Individuen im städtischen Leben, besonders im Leben japanischer Metropolen.
Die neuesten Werke bedienen sich bei Werken der Postmoderne. Sie erforschen energisch das neue Potential der Formensprache.

## Ausstellungen
1991 verwendete Ito 130 Videoprojektoren, um bei einer Ausstellung im Londoner Victoria and Albert Museum die städtische Umwelt Tokios als Vision of Japan darzustellen. Das gleiche Prinzip verfolgte Ito 2000 in der Ausstellung Vision and reality im Louisiana Museum of Modern Art. In der Ausstellung Blurring Architecture, die in Aachen, Tokio, Antwerpen, Auckland und Wellington gezeigt wurde, versuchte Ito die „virtuelle“ Verankerung der Architektur im menschlichen Geist zu entdecken. Eine weitere Ausstellung folgte 2001 in der Basilica Palladiana in Vicenza, in der Ito eine Rückschau auf das eigene Werk zeigte und auch selbst für die Ausstellungsgestaltung verantwortlich war; dabei verdunkelte er das historische Gebäude des Renaissancearchitekten Andrea Palladio vollständig und präsentierte seine Projekte als multimediale Installation aus Videoprojektionen, Fotos, Zeichnungen und Modellen.
Ito entwarf auch die Berlin-Tokyo/Tokyo-Berlin Ausstellung 2006 in der Neuen Nationalgalerie in Berlin. Dabei wurde eine anmutige, hügelige Landschaft kreiert, die den Hauptausstellungsraum einnahm. Diese Ausstellung wurde in Zusammenarbeit mit dem Mori Art Museum gestaltet.
Eine weitere Ausstellung im Taipei Fine Arts Museum, TOYO ITO - Generative Order, widmete sich 2008 seinem gesamten Werk und besonders den drei Gebäuden, die zu dieser Zeit in Taiwan gebaut wurden.
Im November 2011 wurde auf der Insel Ōmishima (Stadt Imabari, Seto-Inlandsee, Japan) das von Toyo Ito selbst gestaltete Toyo-Ito-Architekturmuseum eröffnet, das die Gestalt eines Schiffsdecks hat.

## Werke (Auswahl)
- 1976: White U, Wohnhaus in Tokio
- 1984: Silver Hut, Wohnhaus in Tokio
- Tower of Winds (Yokohama, 1986)1986: Tower of Winds in Yokohama

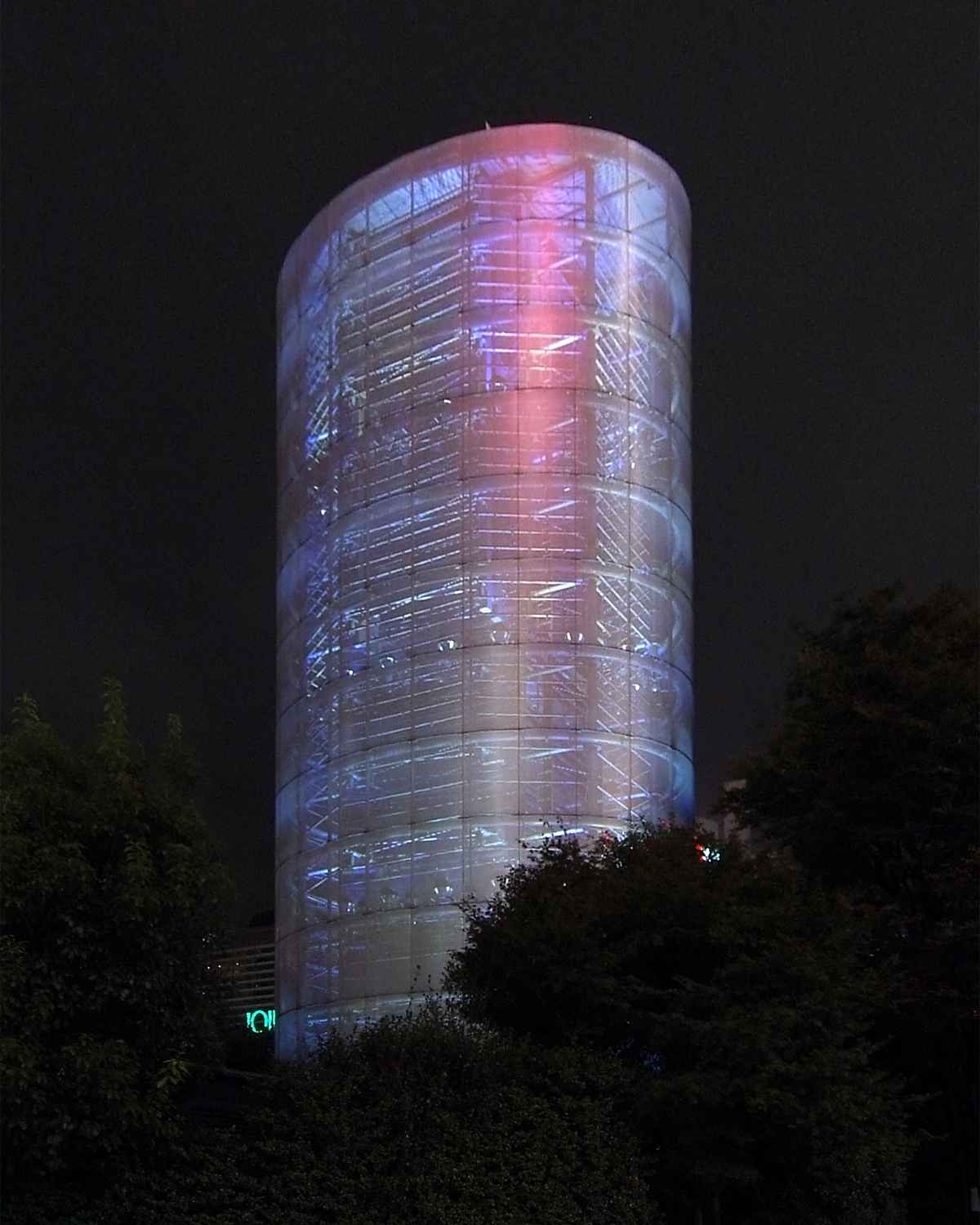
Tower of Winds (Yokohama, 1986)

- 1991: Städtisches Museum Yatsushiro (八代市立博物館 Yatsushiro-shiritsu hakubutsukan)
- 1994: Kindertagesstätte 117 „KiTa Eckenheimer Erdhügel“ in Frankfurt-Eckenheim
- 1997: Ōdate Dome
- 2001: Sendai Mediatheque (せんだいメディアテーク Sendai Mediatēku)Serpentine Pavillon, London, 2002

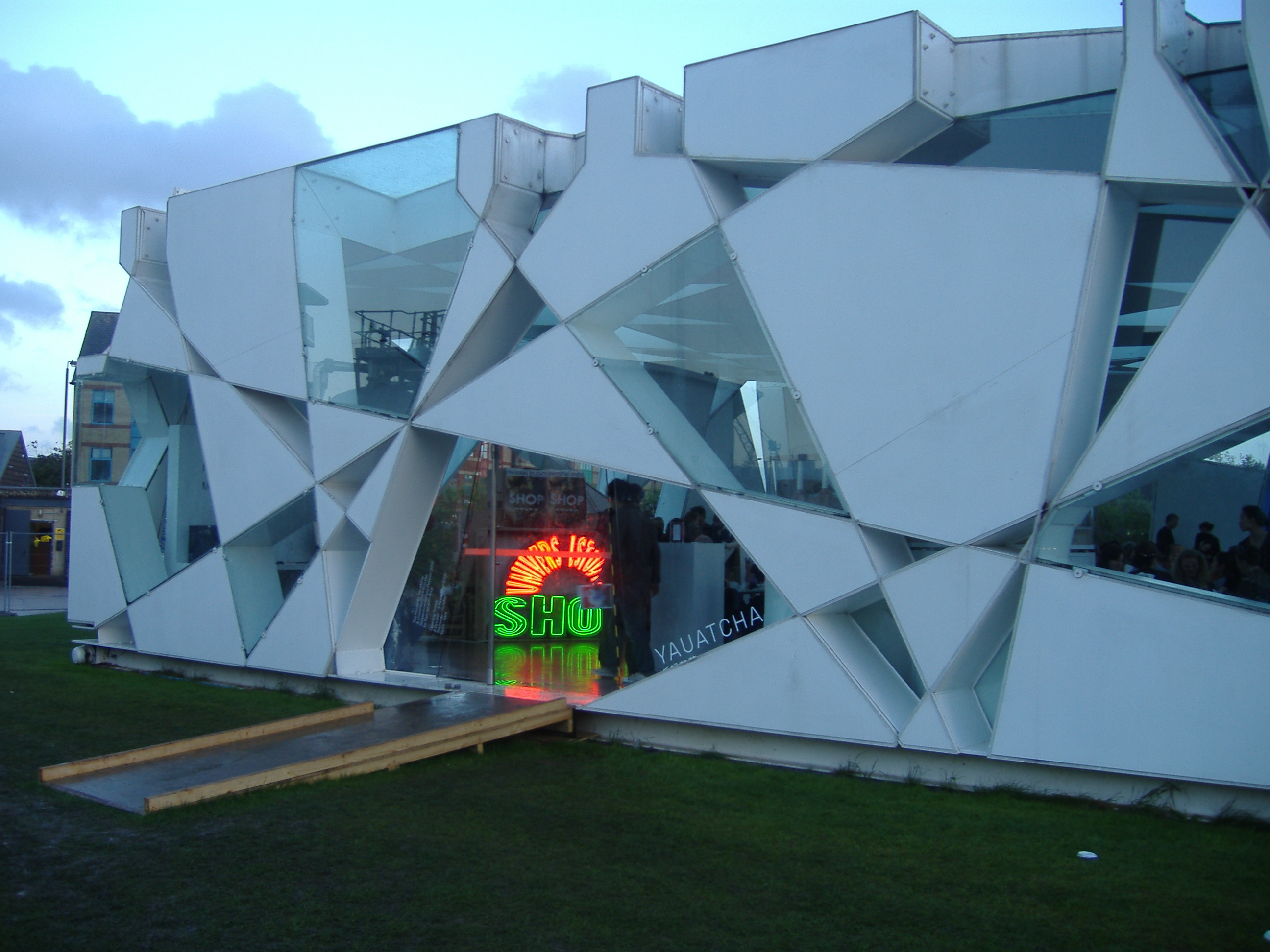
Serpentine Pavillon, London, 2002

- 2002: Pavillon der Serpentine Gallery im Hyde Park, London
- 2002: Brugge Pavilion
- 2004: TOD’s Omotesandō Building (TOD’S 表参道ビル TOD’s Omotesandō biru), TokioMikimoto Ginza2, Tokyo, 2005

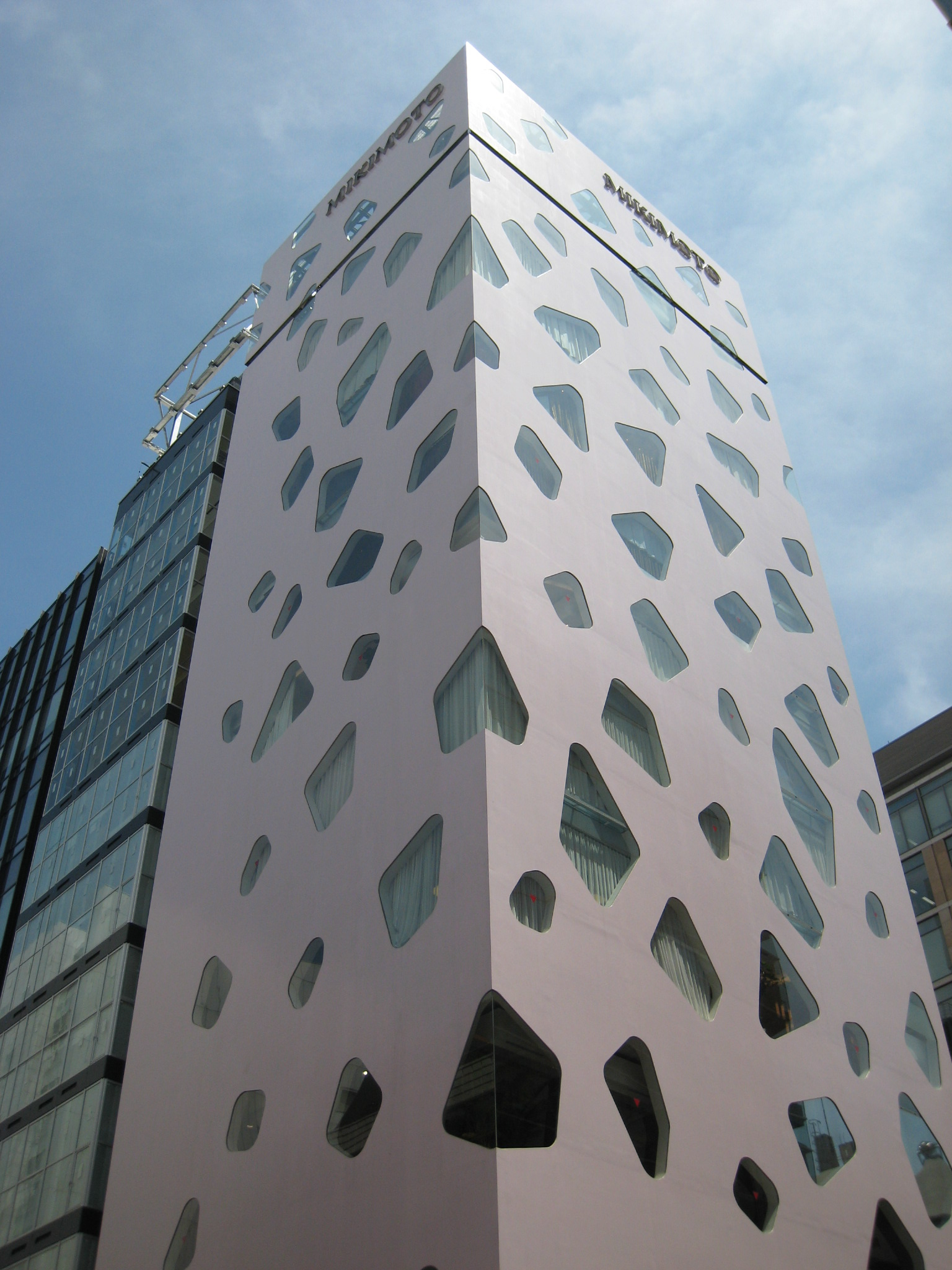
Mikimoto Ginza2, Tokyo, 2005

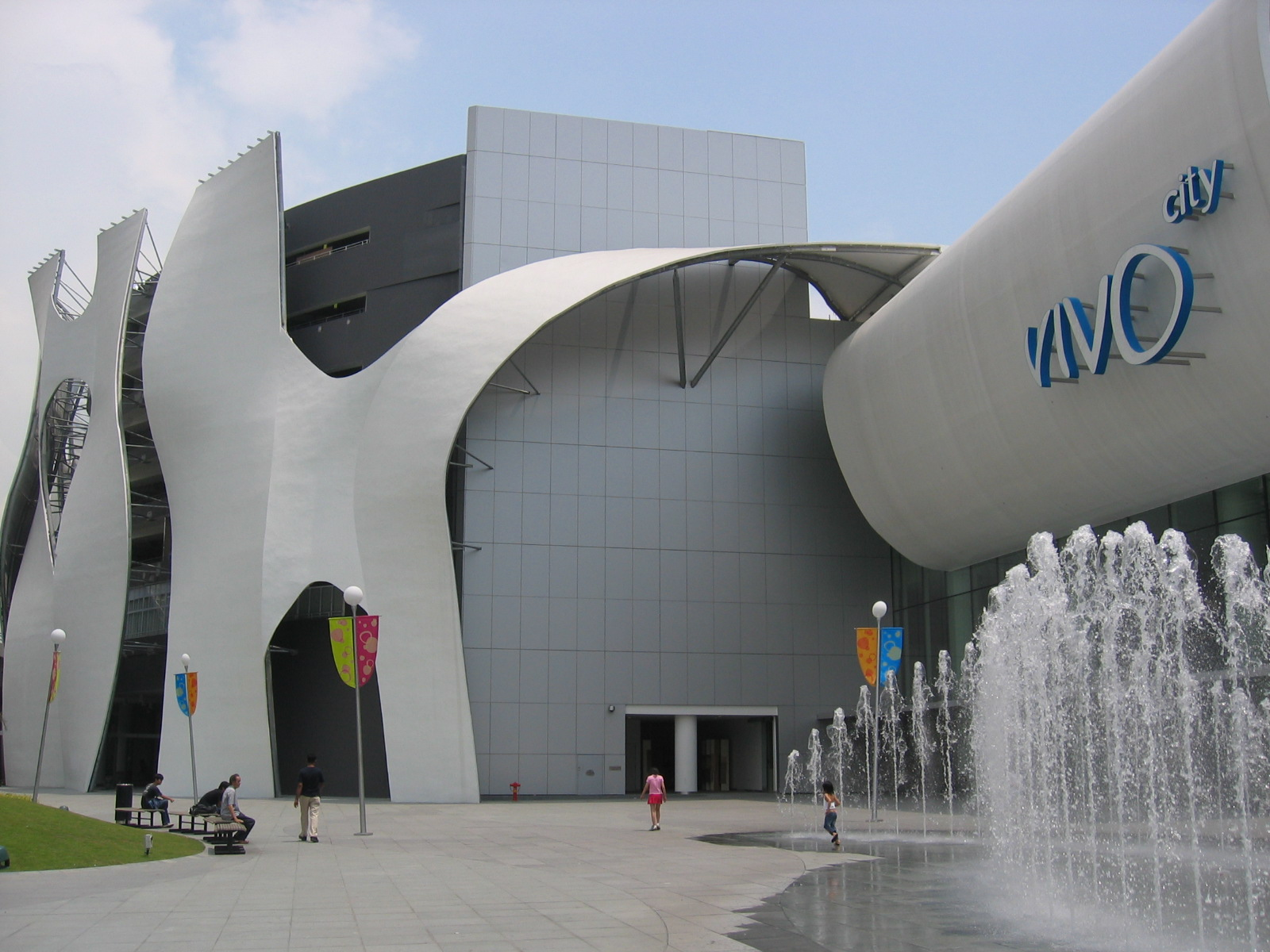
Vivo City, Singapur, 2006

- 2005: Mikimoto-Bau, Ginza2, TokioVivo City, Singapur, 2006
- 2006: VivoCity, Singapur

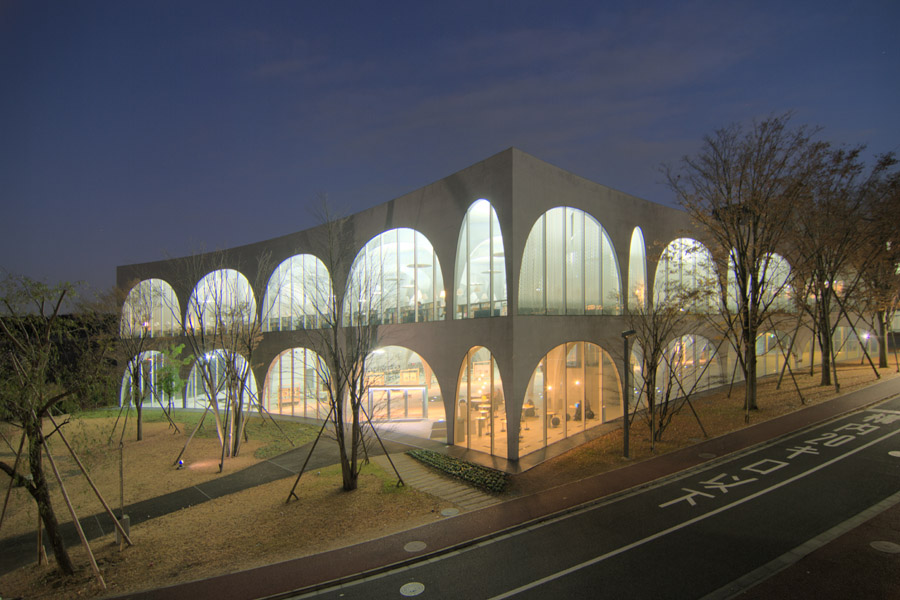
Bibliothek der Kunsthochschule Tama, 2006

- Bibliothek der Kunsthochschule Tama, 20062006: Bibliothek der Kunsthochschule Tama, Hachiōji in der Präfektur Tokio
- 2006–2009: Nationalstadion in Kaohsiung
- 2009: Hotel Porta Fira, Barcelona

## Aktuelle Projekte
In Taiwan sind momentan weitere Gebäude von Ito in Bearbeitung: Das Metropolitan Opernhaus in Taichung, das der Form einer organischen Zelle entspricht, soll Ende 2013 fertiggestellt werden und das neue College der Sozialwissenschaften (New College of Social Science) der Nationaluniversität Taiwan in Taipei wird seit 2009 gebaut.

## Preise und Ehrungen
- 1986 Architecture Institute of Japan Award für Silver Hut
- 1992 33. Mainrich Art Award für das Städtische Museum Yatsushiro
- 1997 IAA 'interach ‘97' Goldmedaille des Grand Prix der Architektenvereinigung in Bulgarien
- 1997: Ehrenmitgliedschaft im Bund Deutscher Architekten (BDA)
- 1998 Education Minister’s Art Encouragement Prize in Japan
- 2000 Arnold W. Brunner Memorial Prize für Archtiketur der American Academy of Arts and Letters
- 2001 Goldener Preis des Japanese Good Design Award
- 2005 Royal Institute of British Architects Royal Gold Medal
- 2008 Friedrich-Kiesler-Preis
- 2010 Praemium Imperiale
- 2010 Mitglied der American Academy of Arts and Sciences
- 2013 Pritzker-Architektur-Preis
- 2014 Ehrenmitglied der American Academy of Arts and Letters[4]
- 2018 Person mit besonderen kulturellen Verdiensten

## Lehre
Toyo Ito war unter anderem Gastdozent an der Universität Tokio und der Frauenuniversität Tokio. Er hat ebenfalls eine Ehrenprofessur an der University of North London inne und hielt als Gastprofessor Lehrveranstaltungen an der Columbia University. Er unterrichtet an der Kunsthochschule Tama als Gastprofessor.

## Artikel
Alessandra Orlandoni: Interview mit Toyo Ito. In: The Plan. 016, 2006